# José López Martínez (escritor)
José López Martínez (Tomelloso, Ciudad Real, 16 de septiembre de 1931) es un escritor, poeta, periodista y crítico literario, hermano del poeta Ángel López Martínez. 

## Biografía
Reside en Madrid desde 1955, dedicado por completo a la literatura y al periodismo. Es miembro del Consejo de Cultura de la Comunidad de Madrid. Ha ejercido sus tareas profesionales en Diario de Barcelona, Ya y las agencias Prensa Asociada, Logos y Fax Press. Fue editorialista del periódico mexicano El Informador, y colaborador de los programas culturales de Radio Nacional de España y de las revistas Mundo Hispánico y La Estafeta Literaria. Es jefe de la sección cultural de la revista Cuadernos Manchegos y ha sido guionista de Televisión Española. Es vicepresidente  de la Asociación de Corresponsales de Prensa Iberoamericana y director general de la Asociación de Escritores y Artistas Españoles y director de su revista Mirador. Es miembro de honor de la Sociedad Cervantina y creó junto a Francisco García Pavón, Manuel López Villaseñor, Agustín Úbeda y Manuel Espadas Burgos la Fundación Cultural de Castilla-La Mancha. Ha sido durante 16 años presidente de la Casa de Castilla-La Mancha en Madrid y preside la Peña de Tomelloso en Madrid.
José López Martínez es autor de cerca de una veintena de libros y unos veinte mil artículos dispersos por la prensa española e hispanoamericana. Ganó algunos premios de periodismo, poesía y narrativa. Pertenece a varias instituciones culturales y académicas de España y del extranjero, como la Sociedad Mexicana de Geografía y Estadística (a la que pertenecen escritores del prestigio de Mario Vargas Llosa y Carlos Fuentes), la Academia Belgo-española de la Historia,  la Real Academia de Bellas Artes y Ciencias  Históricas de Toledo y la Real Academia Conquense de Artes y Letras. Recientemente ha sido nombrado Profesor “Honoris Causa” del Real Colegio Universitario de San Lucas, en Alemania, una de las instituciones académicas más antiguas y prestigiosas de Europa. También es vocal de la Junta Directiva y cofundador de la Asociación de Escritores de Castilla-La Mancha, de la que fue vicepresidente. Fue finalista del premio Antonio Machado de narrativa, con un jurado presidido por Camilo José cela. 
Entre sus libros publicados figuran títulos como En el mar riguroso de la muerte (premio Rabindranath  Tagore), Lugares de La Mancha (declarado de Interés Turístico Nacional), Fiestas al filo del agua (Premio Puerta de Bisagra, en Toledo), Las imágenes sucesivas, La edad peligrosa, La rueda del tiempo y Pueblos y paisajes del Quijote. Recientemente, publicado por Ediciones Vitruvio, acaba de aparecer Memoria de nuestros clásicos. Al final de los pasados años noventa, la Editorial Rayuela, de Valencia, le publicó, en dos volúmenes, Castillos de España, con otros autores; también ha colaborado en El Quijote entre todos. Colección de comentarios e ilustraciones a los 52 capítulos de la Primera Parte del Quijote, hechas por otros tantos escritores y artistas de la Región de Castilla-La Mancha (Guadalajara / Toledo: AACHE Ediciones, 1999). Figura en varias antologías de la literatura española, especialmente en los volúmenes editados por la Society of Spanish-American Studies, de Nueva York. 
Como conferenciante ha ocupado las tribunas más prestigiosas de América, Asia y Europa, habiendo intervenido en ciclos y congresos celebrados en España, México, Macedonia, Portugal, Cuba y Siria, siempre representando oficialmente a España. En la Universidad de Damasco pronunció una conferencia sobre Las rebeldías literarias de Eugenio Noel. En 1999 fue invitado por la Secretaría de Cultura de México para documentar un libro sobre La Ruta de Hernán Cortés, clausurando, en ese mismo año, unas jornadas cervantinas celebradas en la Universidad de Guanajuato con una lección magistral sobre La geografía literaria del Quijote.
El poeta Leopoldo de Luis escribió: “He dicho alguna vez –y pido perdón por la autocita— que José López Martínez postula en sus numerosos trabajos cervantinos, una simbiosis: España-Quijote. Y la fundamenta en que ambos términos arraigan en el corazón mismo de La Mancha.  Lo que nos lleva a sospechar que, en el fondo, la simbiosis anhelada por López Martínez es España-La Mancha. Cierto fervor regionalista podría delatarse aquí. En estos tiempos de aspiraciones, peticiones y hasta exigencias regionales, es justo reconocer que el regionalismo de López Martínez no es restrictivo, sino proyectivo. O dicho vulgarmente: no es barrer para adentro, sino abrir ventanas hacía fuera. Las exigencias de lo manchego son vistas como alcaloide de lo español, y el Quijote a la cabeza".

## Obras
- Cuenca en la ruta de Don Quijote Cuenca: Edita Excelentísima diputación provincial de Cuenca, 2005, narrativa.
- En carne viva Madrid: Edición de autor, 1961, poesía.
- En el mar riguroso de la muerte Madrid: Editorial Andrómeda, 1985, poesía.
- Colaboración en Antología del cuento español, Madrid: ED: Society of Spanish and Spanish-American  Studies, 1986, cuento.
- Ponencia congreso Estudios extremeños Badajoz: Ed. Asociación de escritores extremeños, 1989, ensayo.
- Fiestas al filo del agua Madrid, Ed. Bitácora, 1991, cuento.
- La geografía literaria del Quijote, Ceuta: Edita Excelentísimo Ayuntamiento de Ceuta, 1977, narrativa.
- Lugares de la Mancha Albacete: Imprenta Cervantes, 1980. Narrativa, viajes.
- Molinos de Castilla-La Mancha, Madrid: Ediciones Polar, 1983, narrativa.
- Pueblos y paisajes del Quijote, Albacete: Ed. Artes y Letras, 1980, narrativa.
- Castillos de España, Valencia: Ed. Rayuela, 1993, narrativa histórica.
- La edad peligrosa, Madrid. Ed. Bitácora, 1992, novela.
- Las imágenes sucesivas, Ciudad Real: Diputación Provincial, 1989,
- Memoria de nuestros clásicos, Madrid; Eds. Vitruvio, 2011, ensayos.
- La rueda del tiempo, Madrid: Ediciones Peliart, 1988, poesía.
- Brasas de la memoria Madrid: Eds. Vitruvio, 2013, poesía.
- Más allá de la realidad, Madrid: Editorial Beturia, 2016, cuentos.
- Este mundo empieza a no ser mío, Madrid: Ed. Vitruvio, 2020, poesía.
- Más de 20.000 artículos en los periódicos Ya de Madrid, El Informador de Guadalajara (Méjico), Diario de Centroamérica de Guatemala, Las Provincias de Valencia, Lanza de Ciudad Real, y enDiario de Barcelona de Barcelona, entre otros.

## Premios
- Nacional de Periodismo 1972.
- Internacional de Periodismo Turístico (Ministerio de Información y Turismo, 1974
- Premio Rabindranath Tagore, 1985
- Premio Puerta de Bisagra, 1991
- Premio Licenciado Torralba, 1995
- Premio tres Huchas de Plata
- Premio Francisco de Quevedo de Poesía en Villanueva de los Infantes
- Premio Internacional de Poesía El Madroño, 1987
- Finalista del Antonio Machado de cuentos.